# 皇太子妃 (漢惠帝)
皇太子妃，是汉惠帝刘盈的原配，姓氏及家世皆不详，汉高帝在位刘盈为皇太子时所纳，由太子太傅叔孙通制定了刘盈纳妃的礼仪。但是在刘盈即位后并未被立为皇后，可能在刘盈即位前就已去世。小说《汉宫春色》中给出的解释是，汉惠帝即位，以未除三年丧，没有来得及册立皇后，而太子妃在丈夫即位后不久即薨。汉惠帝的皇后之位，最终花落其外甥女孝惠皇后张氏。《汉宫春色》还提供了皇太子妃的身世，是某功臣的女儿。小说《汉宫春色》还记载道，张氏在外祖父汉高帝在位时，皇太子妃曾经抱过她。值得注意的是，她是中国历史上第一位皇太子妃。